# Museo archeologico di Giannina
Il Museo archeologico di Giannina (Αρχαιολογικό Μουσείο Ιωαννίνων) è un museo con sede nel parco Litharitsa nel centro di Giannina, in Grecia.
Il museo contiene molti manufatti rinvenuti nelle vicinanze come utensili del Paleolitico provenienti da Kokkinopilos, da Asprochaliko e da Kastritsa, dalle rovine di Dodoni e da necropoli come quella di Vitsa e dell'Oracolo di Acheron. Il museo custodisce anche molte iscrizioni, lapidi e una raccolta di monete.
L'edificio è stato progettato dall'architetto greco Aris Konstantinidis (1913-1993).